# Cameron (Texas)
Cameron település az Amerikai Egyesült Államok Texas államában, Milam megyében, melynek megyeszékhelye is. Lakosainak száma 5306 fő (2020. április 1.).

## Népesség
A település népességének változása:

| 2010 | 5 552 |
| 2020 | 5 306 |